# Achrastenus griseus
Espèce
Achrastenus griseus  est une espèce d'insectes appartenant à la famille des Curculionidae.